# 팔라크 무츠할
팔라크 무츠할(힌디어: पलक मुच्छल, 1992년 3월 30일 ~ )은 인도의 플레이백 싱어이다.